# Modo de fazer a canoa pantaneira
O modo de fazer a "Canoa Pantaneira", consiste num saber cultural passado ao longo das gerações das sociedades pantaneiras. Desde antes da chegada dos portugueses em 1500, a canoa pantaneira, ou canoa monóxila ("de um pau só"), era o meio de transporte usado pelos indígenas do Pantanal para sua travessia, vital para a obtenção de recursos e a construção de relações sociais entre os povos originários, como os Guató por exemplo. A progressiva ocupação e exploração europeia, entretanto, assimilou boa parte da população indígena ali presente, restando hoje as comunidades ribeirinhas.
Por sua importância histórica e cultural, somado ao seu processo de obtenção típico, este saber foi tombado em 24 de março de 2010.

## Processo
A fabricação de uma canoa pantaneira envolve diversas etapas e um processo altamente específico e restrito. Usam-se troncos de árvores com pelo menos 40 anos de idade, de 10 a 15 metros de altura e 2 metros e 64 centímetros de diâmetro. A extração da madeira geralmente ocorre em lua minguante, a fim de evitar carunchos e trincas e passa por vários testes nas águas, com o objetivo de tirar as medidas exatas.
As madeiras mais comumente utilizadas são a piúva, o jatobá e a peroba rosa, sendo que, tais madeiras são mais difíceis de serem encontradas. Podem ser usadas também o pinho cuiabano, o jacaranda, o cedro, o louro-preto, o cambará, a chimbuva.
Posteriormente, limpa-se o tronco e traçam-se as linhas com um cordão de algodão umedecido em uma mistura de carvão vegetal com jenipapo, a fim de que estas resistam até às chuvas. A partir daí, as linhas dos lados, do centro, do bojo, das curvas, da popa, da proa e do fundo da canoa são demarcadas, além da linha do prumo da popa e da proa, com pregos, após localizar o centro da canoa, medindo 16 centímetros de cada lado.
Por fim, o artesão efetua o talhamento da madeira com uma motosserra. Com o machado acompanhando todo o traçado feito com as linhas, o nível e o prumo, faz-se o arrasamento e levantamento da popa e da proa, além de outras medições usando um compasso. Terminadas as medidas, o artesão cavouca o interior do tronco, desbastando a madeira do centro dando o formato da canoa.